# Alen Dejanović
Alen Dejanovič (* 19. ledna 2000 Sarajevo) je bosenský fotbalový křídelník, působící v týmu FK Sloga Meridian.

## Život
Narodil se 19. ledna roku 2000 v bosenském Sarajevu. V mládežnických kategoriích hrával za Dinamo Záhřeb a NK Sesvete. V této době připsal i starty za národní tým Bosny. Poté se vrátil do Bosny, kde hrál nejdříve za FK Mladost Doboj-Kakanj a poté za FK Velez Mostar. 
V roce 2023 odešel jako volný hráč do SK Dynamo České Budějovice. V klubu neodehrál příliš zápasů a v následujícím zápase mu vypršela smlouva. Na začátku roku 2025 podepsal smlouvu s týme FK Sloga Meridian.